# Fuertescusa
Fuertescusa település Spanyolországban, Cuenca tartományban. Fuertescusa Cuenca, Fresneda de la Sierra, La Frontera, Cuenca, Cañamares és Cañizares községekkel határos. Lakosainak száma 69 fő (2024).

## Népesség
A település népessége az utóbbi években az alábbiak szerint változott:
| Lakosok száma | 116  | 120  | 111  | 93   | 84   | 77   | 74   | 63   | 57   | 69   |
|               | 2001 | 2004 | 2006 | 2009 | 2011 | 2014 | 2016 | 2019 | 2021 | 2024 |